# PSS-Lenkung
Die PSS-Lenkung oder auch Progressive Safety Steering (deutsch: Progressive Sicherheitslenkung) ist eine mechanische Zahnstangenlenkung, die im Gegensatz zu herkömmlichen Zahnstangenlenkungen mit einem anders geformten Ritzel, einer anders geformten Zahnstange und reibungsarmer Geradeverzahnung entworfen wurde.

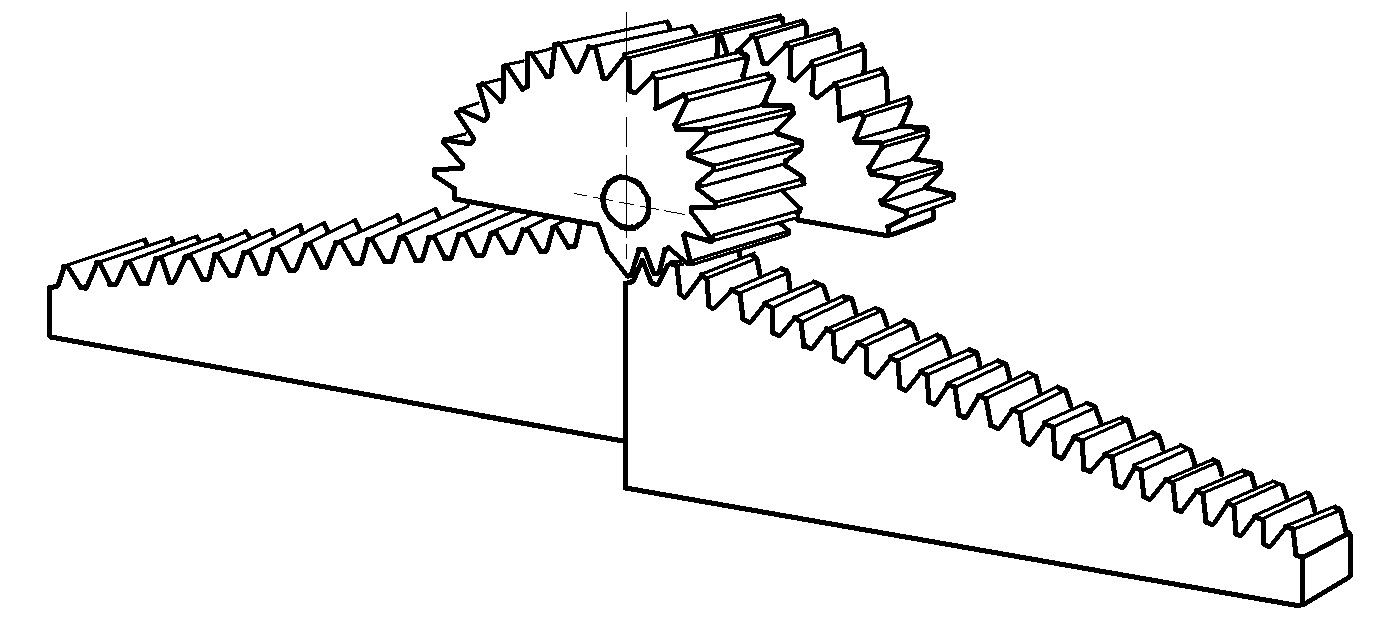
PSS-Lenkung, Funktion

Alle anderen Bauteile und Konstruktionsprinzipien entsprechen denen von herkömmlichen Zahnstangenlenkungen. Diese Ritzel-Zahnstangenausführung ermöglicht es, die Abhängigkeit der Lenkübersetzung vom Lenkeinschlag (Progression) beliebig zu gestalten, bei gleichzeitig hohem Wirkungsgrad der Lenkung.

## Lenkverhalten

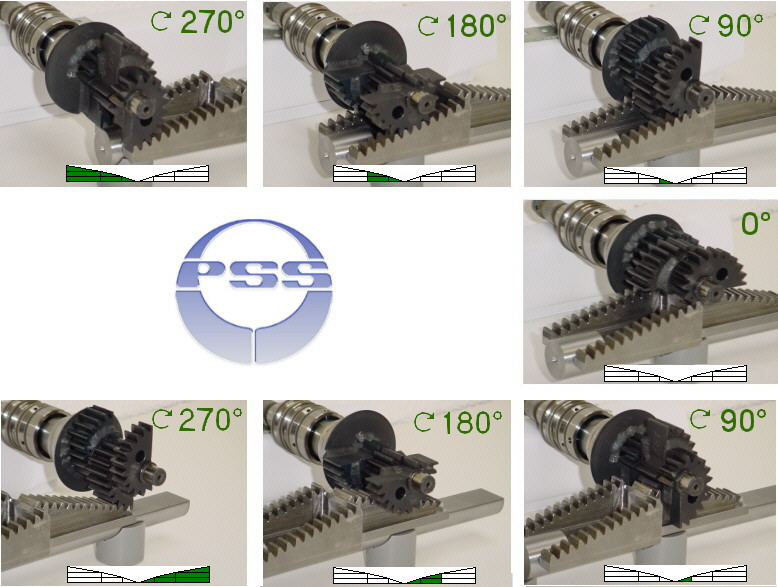
PSS-Lenkung, Ablauf

Testfahrer berichten von einem guten Lenkgefühl und kurzer Adaptionszeit. Der Sicherheits- und Komfortgewinn ist bei normalen und niederen Geschwindigkeiten erwartungsgemäß am höchsten. Bei Fahrtests auf der Schleuderplatte (87 % anstatt der normalen 60 %) wurde das Fahrzeug von allen Fahrern problemlos aufgefangen.
Das Handling eines Fahrzeuges mit PSS-Lenkung verbessert sich, je langsamer sich das Fahrzeug bewegt, da hier die direkte Lenkübertagung zunimmt.
Die PSS-Lenkung verhindert Schleudern, bevor das ESP eingreifen muss, und erlaubt dem Fahrer eine bessere Kontrolle über sein Fahrzeug bei abrupten Fahrmanövern. Weniger geübte Autofahrer beherrschen das Fahrzeug besser, da die Lenkradstellung sehr gut auf den Radeinschlag rückschließen lässt. Hinzu kommt die gute Anpassung der Lenkgeschwindigkeit an die entsprechenden Fahranforderungen.